# Joachim Fest

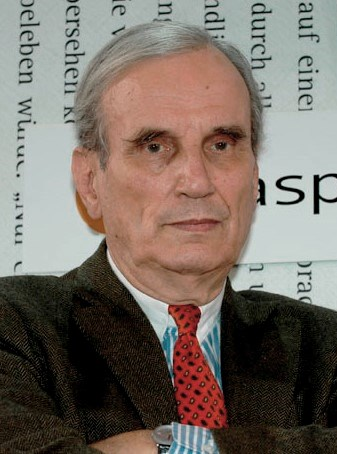
Joachim Fest (2004)

Joachim C. Fest (bürgerlich: Joachim Vinzenz Maria Fest; * 8. Dezember 1926 in Berlin; † 11. September 2006 in Kronberg im Taunus) war ein deutscher Zeithistoriker, Herausgeber und vielgelesener Autor. Seinen öffentliches Aufsehen erregenden Biografien zu Adolf Hitler und Albert Speer blieb der Rang von Standardwerken versagt.

## Leben

### Frühe Jahre
Joachim Fest wuchs als zweiter Sohn mit zwei Schwestern und zwei Brüdern in der Familie des Mittelschulrektors und Politikers Johannes Fest (1889–1960) und dessen Ehefrau Elisabeth, geb. Straeter (1898–1971), in Berlin-Karlshorst auf. Seinen Vater beschrieb er als einen Mann, der die Eigenschaften des Bildungsbürgers, Preußen, Katholiken und demokratischen Verfassungspatrioten in ausgeprägtem Maße in sich vereinte. Weil der Vater während der Weimarer Republik in leitender Funktion beim republikanischen Wehrverband Reichsbanner tätig und Parteimitglied des Zentrums war, wurde er 1933 von den nationalsozialistischen Behörden seines Amtes enthoben. Das Berufsverbot erstreckte sich auch auf das Erteilen von Nachhilfeunterricht. Mehrere Angebote zur Wiedereinstellung in den Schuldienst schlug er aus, da diese stets an die Bedingung seines Eintritts in die NSDAP geknüpft waren. Seine Mutter, aus großbürgerlichem Hause stammend, sorgte für die praktische Bewältigung des Lebens unter den schwierigen Bedingungen der NS-Zeit. Fest verlebte seinen Angaben gemäß trotz aller widrigen Umstände eine glückliche Kindheit und Jugend.
Fest besuchte zunächst das Leibniz-Gymnasium in Berlin. Nachdem er eine Karikatur Hitlers auf die Schulbank geschnitzt hatte, konnte er ein consilium abeundi (Schulverweis) nur dadurch verhindern, dass er zusagte, die Schule Ostern 1941 zu verlassen. Ein Onkel finanzierte ihm und seinen Brüdern den Besuch eines katholischen Internats und des humanistischen Friedrich-Gymnasiums in Freiburg im Breisgau.
Seine gesamte Schulklasse wurde 1944 als Flakhelfer in Friedrichshafen eingesetzt. Hier lernte er seinen neuen Deutschlehrer Ernst Kiefer kennen und schätzen, der ihm sein Lebensmotto „Im Zweifel für den Zweifel“ mit auf den Weg gab. Nach Ableistung der Reichsarbeitsdienstpflicht in Tirol meldete sich Fest zu den Bodenkampfverbänden der Luftwaffe, um einer möglichen Einziehung zur Waffen-SS zuvorzukommen. Seine Einheit wurde Ende 1944/Anfang 1945 u. a. am Niederrhein eingesetzt. Am 9. März 1945 geriet er bei Remagen/Rhein für fast zwei Jahre in amerikanische Kriegsgefangenschaft, die er in einem Lager in Laon (Frankreich) verbrachte.
Anschließend machte er 1947 in Freiburg sein Abitur und studierte bis 1953 Jura (obwohl er nie Jurist oder Anwalt werden, sondern ins Verlagswesen gehen wollte), dazu Geschichte, Soziologie, Germanistik und Kunstgeschichte an der Albert-Ludwigs-Universität Freiburg, in Frankfurt am Main und in West-Berlin. Auch seine Studienzeit in den Nachkriegsjahren beschrieb Fest als eine glückliche Zeit intellektueller Entdeckungen.

### RIAS Berlin und NDR
Als Doktorand schrieb Fest nebenher Rundfunkbeiträge hauptsächlich für den RIAS Berlin. Als man ihm dort eine Festanstellung bot, brach er die Arbeit an seiner Dissertation ab. Die Features, die er über die Parteigrößen der NSDAP verfasst hatte, gab er später gesammelt unter dem Titel Das Gesicht des Dritten Reiches als Buch heraus. Das wiederum machte einen US-amerikanischen Verlag auf ihn aufmerksam, der ihm vorschlug, eine Hitler-Biographie zu schreiben. Fest wollte diese Aufgabe aber nur in Angriff nehmen, wenn sich herausstellte, dass die damals maßgebende Hitler-Biographie von Alan Bullock veraltet oder zu fehlerbehaftet sei.
In den frühen 1950er Jahren war Fest als JU-Mitglied für anderthalb Legislaturperioden Abgeordneter für die CDU in der Bezirksverordnetenversammlung Berlin-Neukölln. 1961 ging er nach Hamburg, um dort beim NDR eine Stelle als stellvertretender Hauptabteilungsleiter anzutreten. Da er den Besetzungswünschen der CDU im Rundfunkrat des NDR nicht nachkam, wurde er aus der Partei ausgeschlossen. Fest blieb beim NDR bis 1968, zuletzt, in der Nachfolge von Eugen Kogon, als Hauptabteilungsleiter für Zeitgeschehen und 1965–1968 als Moderator des Fernseh-Magazins Panorama. In dieser Zeit litt seine literarische Produktivität, da er vorwiegend mit Verwaltungstätigkeiten beschäftigt war.

### Hitler-Biographie
Nach eigener Darstellung kam Fest durch Hugh Trevor-Ropers Aufsatz Hitlers Kriegsziele (1960) zu dem Entschluss, eine neue Biographie Hitlers zu verfassen. Bullock habe Hitler als eine unideologische, rein auf Herrschaft fixierte Figur aufgefasst. Die bestimmenden ideologischen Leitlinien Hitlers seien dagegen die Gewinnung von Lebensraum und die Überzeugung von der Minder- und Höherwertigkeit sogenannter „Rassen“ gewesen.
Im Jahr 1968 ließ sich Fest vom NDR beurlauben. Die Biographie, die sich Hitlers Leben, seinen Motiven und seiner Wirkung psychologisch nähert, erschien 1973 und wurde bald in zahlreiche Sprachen übersetzt. Sie machte Fest auch international einer breiten Öffentlichkeit bekannt und erzielte bis 2006 eine Auflage von 800.000 Exemplaren. Bis zu seiner Pensionierung 1993 sollte sein opus magnum die einzige Publikation bleiben, der er nahezu ungeteilt seine Aufmerksamkeit zuwenden konnte. Ein geringer Verlagsvorschuss und Geldmangel zwangen ihn jedoch zur Übernahme themenverwandter Arbeiten. Auf der Grundlage seiner Hitler-Monographie produzierte Fest in Zusammenarbeit mit Christian Herrendoerfer den dokumentarischen Kinofilm Hitler – Eine Karriere, der, auf der Berlinale 1977 uraufgeführt, großes Aufsehen erregte und kontrovers diskutiert wurde.
Die weltbekannte Biographie erreichte hohe Auflagen, gilt aber in geschichtswissenschaftlicher Hinsicht nicht als Standardwerk der Hitler-Forschung. Kritisiert wird unter anderem das mangelnde Augenmerk auf die Novemberpogrome von 1938 und das komplette Auslassen der Nürnberger Rassengesetze. Mit dem Holocaust explizit beschäftigt sich das Werk nur relativ kurz. Historiker, so 2017 Magnus Brechtken, kritisieren die mangelnden Archivrecherchen Fests und zu große Nähe seiner Hitler-Biografie zu den Erinnerungen Albert Speers, dessen Legendenbildungen Fest als quasi authentische Quellen für seine Darstellung Hitlers übernehme und so wissenschaftliche Standards missachte. Hinsichtlich der geschichtlichen Aufarbeitung der Hitler-Ära in Nachkriegsdeutschland lobte der britische Historiker Brendan Simms 2019 Fests hohes literarisches Niveau und bezeichnete die Biografie als „Meilenstein in der Geschichte der Bundesrepublik Deutschland“, zumal Fest damit „ebenso sehr ein Werk über die Deutschen wie über Hitler“ verfasst habe.

### Speer-Memoiren und -Biografie
Fest stand ab 1967 dem einstigen NS-Rüstungsminister und Hitler-Vertrauten Albert Speer bei der Umwandlung seiner während der 20-jährigen Haft entstandenen Notizen in die Autobiographie Erinnerungen als Ghostwriter zur Seite. Das Buch erschien 1969 im von Wolf Jobst Siedler geführten Propyläen Verlag und erwies sich als großer Erfolg. Fest erhielt aus dem Verkauf Tantiemen.
Volker Ullrich urteilt, dass es Speer in den Gesprächen mit Fest gelungen sei, „seine eigene Legende vom unpolitischen Technokraten festzuschreiben“, und verweist auf Matthias Schmidts Dissertation, die Speers Erinnerungswerk als „die raffinierteste Apologie eines führenden Mannes des Dritten Reiches“ werte. In einer am 28. April 2017 eröffneten Ausstellung im Dokumentationszentrum Reichsparteigelände der Stadt Nürnberg wurde Fest und Siedler vorgeworfen, sie seien Speers „willige Helfer [gewesen] [...], die die Legende vom Naziminister, der nichts wusste, eifrig“ befördert hätten. Es gebe „umfangreiche Briefe von Fest an den lieben, sehr verehrten Herrn Speer, wo er detailliert, in zehn, zwölf Punkten deutlich macht, was alles geändert werden muss, damit es ’ne runde Sache wird“.
Fest schrieb später eine Speer-Biographie, die 1999 unter dem Titel Speer. Eine Biographie im Berliner Verlag seines Sohnes Alexander Fest erschien und ebenfalls auf großes Publikumsinteresse stieß, aber nach der Ausstrahlung des TV-Dokudramas Speer und Er im Jahre 2005 wegen zu wohlwollender Darstellung der Person Speers in den Medien und von Historikern wie Götz Aly und Wolfgang Benz kritisiert wurde. So bezeichnete Aly die Arbeit als Aneinanderreihung unwidersprochener „Lügen, Halb- und Unwahrheiten“, und Wolfgang Benz warf Fest vor, „an der Erzeugung des Markenartikels Speer Ende der sechziger Jahre“ erheblichen Anteil zu haben.
Magnus Brechtken sieht in seiner Speer-Biografie 2017 Joachim Fest zusammen mit Wolf Jobst Siedler als wesentlichen Akteur für die Konstruktion von Speers „Fabelgeschichten“, die eine wohlwollende Interpretation seiner Person bewirkten. Diese „Entlastungsnarrative“ entsprachen dem Distanzierungsverlangen des Zeitgeistes, während die Quellenlage erfordert hätte, Speers aktiven Beitrag an der Judenverfolgung und zur Verlängerung des Vernichtungskrieges in den Fokus zu rücken. Dass Historiker, statt die Quellen zu befragen, Speers Erzählungen übernahmen, lag auch daran, so Brechtken, dass sie „sich offensichtlich nicht vorstellen konnten, wie systematisch Speer log“.

### „Frankfurter Allgemeine Zeitung“
Von 1973 bis 1993 war Fest Mitherausgeber der FAZ und Leiter des Feuilletons. In dieser Position verantwortete er 1986 die Veröffentlichung des Artikels Vergangenheit, die nicht vergehen will von Ernst Nolte. Nach einer Replik von Jürgen Habermas, der in der Zeit Nolte und drei weiteren Historikern eine revisionistische und den Nationalsozialismus wie auch den Holocaust verharmlosende Position sowie die Entwicklung eines im Sinne des Kalten Kriegs nutzbaren Geschichtsbildes vorwarf, entwickelte sich der sogenannte Historikerstreit. Fest distanzierte sich von einigen der Thesen Noltes, verteidigte aber dessen Recht, sie zur Diskussion zu stellen. In seiner Autobiografie behauptete er indirekt eine Episode aus Habermas’ Jugend, was diesen als „dem Regime in allen Fasern seiner Existenz verbundenen HJ-Führer“ erscheinen ließ. Gegen die Veröffentlichung der betreffenden Passage durch den Rowohlt Verlag erwirkte Habermas vor dem Landgericht Hamburg eine einstweilige Verfügung.
Mit dem Literaturkritiker Marcel Reich-Ranicki verband ihn ein widersprüchliches Verhältnis. Fest kannte den damaligen Zeit-Autor aus seiner Zeit beim NDR und holte ihn 1973 zum Feuilleton der FAZ. Ihre gute Beziehung erlitt während des Historikerstreits einen schweren Schaden, von dem sie sich, trotz späterer öffentlicher Gesprächsangebote Reich-Ranickis, nicht mehr erholen sollte. Eine Rolle dürfte auch gespielt haben, dass laut Reich-Ranicki Fest ihn nicht darauf hingewiesen habe, dass er bei einer Präsentation des Hitler-Buches auf Albert Speer treffen würde.
Fest nutzte bisweilen die Kolumnen der FAZ, um auf radikale Strömungen und Entwicklungen in der Gesellschaft aufmerksam zu machen. So charakterisierte er 1976 das Theaterstück Der Müll, die Stadt und der Tod von Rainer Werner Fassbinder als Ausdruck des „Faschismus von links“, als „billige, von ordinären Klischees inspirierte Hetze“, dessen „Antisemitismus […] eine [Sache] der Taktik und des radikalen Schicks“ zu sein scheine.

### Weiteres Wirken
In seinem 2001 erschienenen Buch Horst Janssen. Selbstbildnis von fremder Hand setzte er sich mit einem der bedeutendsten deutschen Grafiker der Nachkriegszeit auseinander, mit dem ihn eine enge Freundschaft verband. In dem 2004 erschienenen Buch Begegnungen stellt er aus eigenem Erleben prominente Persönlichkeiten wie Hannah Arendt, Sebastian Haffner, Golo Mann oder Rudolf Augstein vor.
Fests Darstellung der letzten Tage von Adolf Hitler in Der Untergang, die die entsprechende Schilderung in der Hitler-Biographie detaillierter wieder aufnimmt und neue Quellen einarbeitet (erschienen 2002), bildet die Vorlage für den gleichnamigen Film (Der Untergang) mit Bruno Ganz als Hitler (2004).
Im Jahr 2005 war Fest Teil der von Peter Kloeppel moderierten dreiteiligen Dokumentation Hitler auf RTL.
Anfang 2006 unterzeichnete er den von der Wochenzeitung Junge Freiheit initiierten „Appell für die Pressefreiheit“ gegen den Ausschluss der Jungen Freiheit von der Leipziger Buchmesse.
Joachim Fest starb am 11. September 2006, wenige Tage vor der Veröffentlichung seiner Memoiren Ich nicht – Erinnerungen an eine Kindheit und Jugend, deren Titel auf die Maxime seines Vaters Etiam si omnes, ego non anspielt. (Vgl. Mt 26, 33; frei übersetzt: Auch wenn alle mitmachen, ich nicht.) In seinem letzten Werk erinnert sich der Historiker aus der Sicht seiner Kindheit und Jugend an die erlebte Zeit unter der nationalsozialistischen Diktatur. Dabei stellt er unter anderem seinen Vater als moralisch äußerst standfestes Vorbild dar, das sich den Nationalsozialisten entschieden widersetzt habe. Weiterhin schildert er seinen Weg zur Literatur und Kunst.
Am 22. September 2006 fand in der Frankfurter Paulskirche eine Trauerfeier für Joachim Fest statt. Zu den Trauerrednern gehörte der Schriftsteller Martin Walser, der Fest als „großen Erzähler“, der von der „schlimmsten deutschen Geschichte in Dienst genommen wurde“, bezeichnete. Bundespräsident Horst Köhler schrieb seiner Witwe Ingrid Fest: „In seiner Persönlichkeit haben sich christliches Ethos und Bürgertugend, tiefe Bildung und intellektuelle Redlichkeit, konservative Skepsis und weltbürgerliche Liberalität zu einem wahrhaft lebendigen Geist verbunden.“

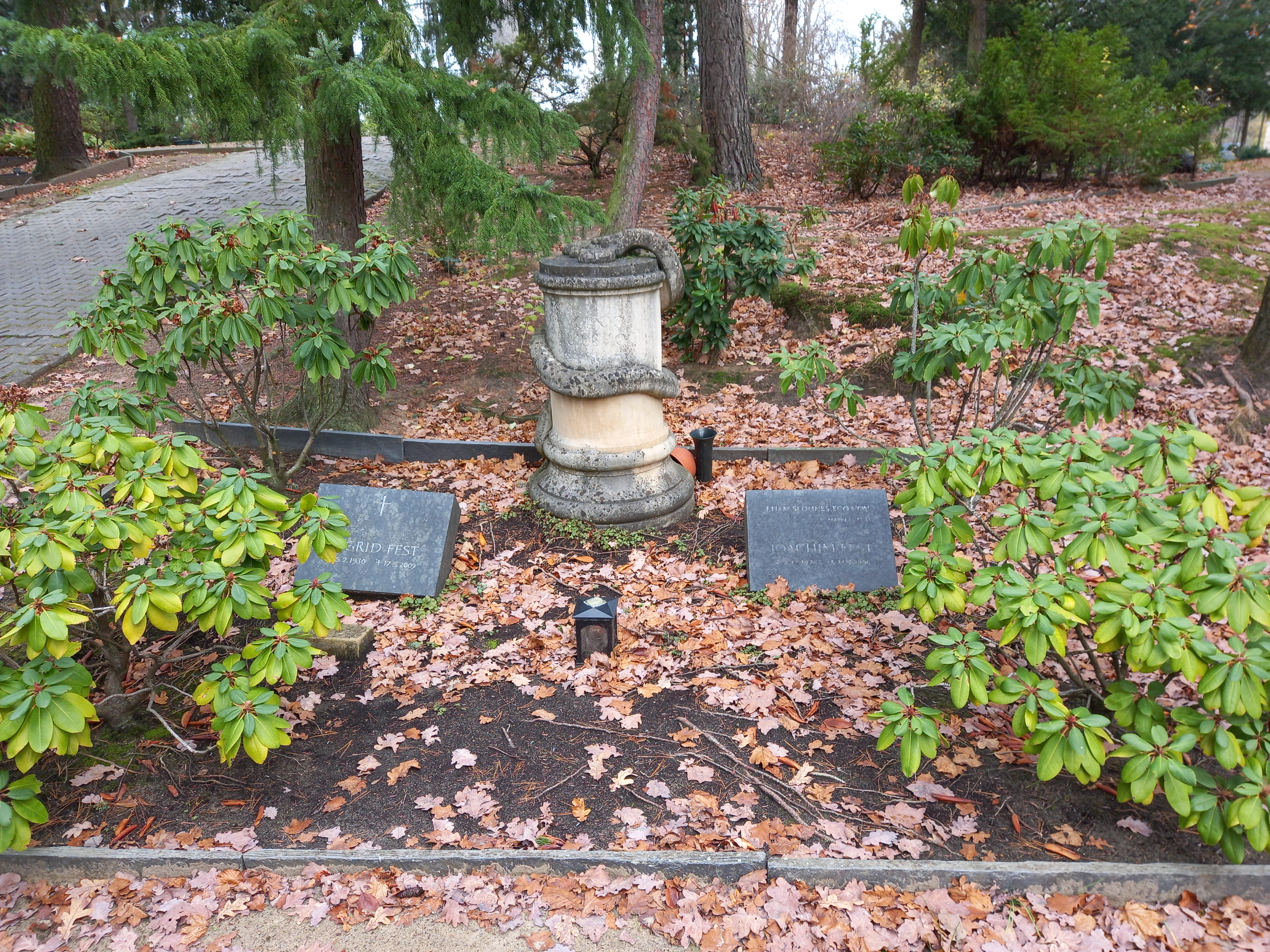
Das Grab von Joachim Fest und seiner Ehefrau Ingrid, geborene Ascher, auf dem Friedhof der St.-Matthias-Gemeinde (Berlin-Tempelhof)

Die Beisetzung Fests erfolgte einige Tage später auf dem Friedhof der St.-Matthias-Gemeinde in Berlin-Tempelhof, wo er nahe dem Grab seiner Eltern zur letzten Ruhe gebettet wurde. Joachim Fest hinterließ seine Frau Ingrid, geborene Ascher, und zwei Söhne aus seiner ersten Ehe (1959–1963) mit Jutta, geborene Koehne, die ebenfalls Publizisten wurden: Alexander Fest war Leiter des Rowohlt Verlags, Nicolaus Fest Jurist, Journalist, ehemaliges Mitglied der Chefredaktion der Bild-Zeitung und heutiger Politiker (ehemals AfD).

## Auszeichnungen
Fest zählte zu den angesehenen, jedoch nicht unumstrittenen deutschen Historikern seiner Zeit. Für sein Buch Staatsstreich – Der lange Weg zum 20. Juli wurde er 1996 mit dem Friedrich-Schiedel-Literaturpreis geehrt. Für sein „Wirken auf dem Gebiet der politischen, zeithistorischen Biographie“ wurde Fest 2003 mit dem Einhard-Preis für biographische Literatur ausgezeichnet. Daneben erhielt Fest zahlreiche weitere Preise und Auszeichnungen, so etwa für „seine Verdienste um die publizistische Aufarbeitung des deutschen Widerstands gegen das NS-Regime“ den Eugen-Bolz-Preis (2004) und für sein publizistisches Lebenswerk sowie seinen Beitrag für den Qualitätsjournalismus den Henri-Nannen-Preis (2006).
An weiteren Preisen zu nennen sind der Theodor-Wolff-Preis (1972) und der Thomas-Dehler-Preis (1973), das Verdienstkreuz am Bande der Bundesrepublik Deutschland (1978), die Verleihung der Ehrendoktorwürde der Universität Stuttgart (1981), der Thomas-Mann-Preis der Stadt Lübeck (1981), die Goetheplakette der Stadt Frankfurt am Main (1987), der Görres-Preis der Stadt Koblenz (1992), der Ludwig-Börne-Preis (1996), der Eduard-Rhein-Preis (1999), die Wilhelm-Leuschner-Medaille (1999), der Hildegard-von-Bingen-Preis für Publizistik (2000) sowie der Hanns Martin Schleyer-Preis (2002).

## Werke
- Das Gesicht des Dritten Reiches. Profile einer totalitären Herrschaft. Piper, München 1963, ISBN 3-492-21842-3.
- Hitler. Eine Biographie. Frankfurt am Main, Propyläen 1973, ISBN 3-549-07172-8 (Vorwort, Klappentext, Inhaltsverzeichnis (Memento vom 11. Dezember 2012 im Internet Archive) der Neuauflage 2002) (Platz 1 der Spiegel-Bestsellerliste vom 22. Oktober 1973 bis zum 17. Februar 1974).
- Aufgehobene Vergangenheit. Portraits und Betrachtungen. Deutsche Verlags-Anstalt, Stuttgart 1981, ISBN 3-421-06085-1; als Taschenbuch: München, dtv 1983, ISBN 3-423-10212-8.
- Die unwissenden Magier. Über Thomas und Heinrich Mann. Siedler, Berlin 1985, ISBN 3-88680-160-8; als Taschenbuch erschienen bei Goldmann, München 1998, ISBN 3-442-75535-2.
- Der tanzende Tod. Über Ursprung und Formen des Totentanzes vom Mittelalter bis zur Gegenwart. Und sechsunddreißig Zeichnungen zum gleichen Thema ‚in spe‘ von Horst Janssen. Lucifer, Lübeck 1986, ISBN 3-923475-09-8.
- Im Gegenlicht. Eine italienische Reise. Siedler, Berlin 1988; Neuausgabe: Rowohlt, Reinbek 2004, ISBN 3-498-02092-7.
- Der zerstörte Traum. Vom Ende des utopischen Zeitalters. Siedler, Berlin 1991, ISBN 3-88680-335-X.
- Wege zur Geschichte. Über Theodor Mommsen, Jacob Burckhardt und Golo Mann, mit einem Vorwort von Christian Meier, Manesse, Zürich 1992, ISBN 3-7175-8197-X.
- Die schwierige Freiheit. Über die offene Flanke der offenen Gesellschaft. Siedler, Berlin 1993, ISBN 3-88680-530-1.
- Staatsstreich. Der lange Weg zum 20. Juli. Siedler, Berlin 1994, ISBN 3-88680-539-5.
- Fremdheit und Nähe. Von der Gegenwart des Gewesenen. DVA, Stuttgart 1996, ISBN 3-421-05028-7.
- Speer. Eine Biographie. Alexander-Fest-Verlag, Berlin 1999, ISBN 3-8286-0063-8.[31]
- Horst Janssen. Selbstbildnis von fremder Hand. Fest, Berlin 2001, ISBN 3-8286-0158-8; als Taschenbuch: Reinbek, Rowohlt-Taschenbuch-Verlag 2004, ISBN 3-499-61901-6.
- Das Ende der Utopien. Der zerstörte Traum / Die schwierige Freiheit. Btb (Siedler Taschenbuch) 2000, ISBN 3-442-75516-6.
- Der Untergang. Hitler und das Ende des Dritten Reiches. Alexander-Fest-Verlag Berlin 2002, ISBN 3-8286-0172-3. (Platz 1 der Spiegel-Bestsellerliste vom 6. bis zum 12. Mai 2002)[32]
- Begegnungen. Über nahe und ferne Freunde. Rowohlt Verlag, Reinbek bei Hamburg 2004, ISBN 3-498-02088-9.
- Der lange Abschied vom Bürgertum. Joachim Fest und Wolf Jobst Siedler im Gespräch mit Frank A. Meyer. wjs-Verlag, Berlin 2005, ISBN 3-937989-10-2.
- Die unbeantwortbaren Fragen. Notizen über Gespräche mit Albert Speer zwischen Ende 1966 und 1981. Reinbek, Rowohlt 2005, ISBN 3-498-02114-1 (als Taschenbuch: Rowohlt Taschenbuch Verlag, Reinbek 2006, ISBN 3-499-62159-2)[33].
- Ich nicht. Erinnerungen an eine Kindheit und Jugend. Rowohlt, Reinbek 2006, ISBN 3-498-05305-1.
- Bürgerlichkeit als Lebensform. Späte Essays. Rowohlt, Reinbek 2007, ISBN 978-3-498-02118-4.
- Nach dem Scheitern der Utopien. Gesammelte Essays zu Politik und Geschichte. Rowohlt, Reinbek 2007, ISBN 978-3-498-02119-1 (FAZ-Rezension).

## Mitwirkung an Filmen
- Operation Walküre. Regie: Franz Peter Wirth, Produktion: 1971, Joachim Fest als Interviewer und Erzähler.
- Hitler – Eine Karriere. Ein Film von Joachim C. Fest und Christian Herrendoerfer. Produktion: 1977, UA: Berlinale 1977, TV-Erstsendung: 4. Januar 1987.
- Zeugen des Jahrhunderts. Roger Willemsen befragt Joachim Fest. 60 Min. Produktion: ZDF, Erstsendung: 2. Februar 2003.
- Hitler und kein Ende. Joachim Fest – Eine Jahrhundertbilanz. Reportage, 40 Min. Ein Film von Beate Pinkerneil. Produktion: ZDF/3sat, Erstsendung: 10. Dezember 2005 (Inhaltsangabe von 3sat).
- Zur Erinnerung an Joachim Fest. ‚Ertrage die Clowns‘. Joachim Fest – Leistung als Lebensglück. 15 Min. Produktion: ZDF, Erstsendung: 13. September 2006.

## Interviews
- Mit feuchten Augen können Sie keine Biographie schreiben, Gespräch mit Ludger Bült, Ursendung: 6. Dezember 2001, MDR Kultur.
- Gero von Boehm: Joachim Fest. 20. September 2004. Interview in: Begegnungen. Menschenbilder aus drei Jahrzehnten. Collection Rolf Heyne, München 2012, ISBN 978-3-89910-443-1, S. 443–450.
- Joachim Fest, Der Pessimismus der Vernunft (Memento vom 29. Mai 2009 im Internet Archive), im Gespräch mit Alessandro Melazzini, Il Notiziario della Banca Popolare di Sondrio, Dezember 2005.
- Der lange Abschied vom Bürgertum. Joachim Fest und Wolf Jobst Siedler im Gespräch mit Frank A. Meyer. wjs Berlin, 2005.
- Speer und Er. Doku-Drama, in dem Fest einer der Interview-Partner ist. Deutschland, 2005.